# Waldemar Urbanik
Waldemar Dariusz Urbanik (ur. 1963 w Dziwnowie) – polski socjolog, doktor habilitowany nauk społecznych w dyscyplinie socjologii, profesor Akademii Nauk Stosowanych TWP w Szczecinie.

## Życiorys
W 1994 ukończył studia socjologiczne w Instytucie Socjologii Uniwersytetu Szczecińskiego. Doktoryzował się w 1999 na Wydziale Nauk Społecznych Uniwersytetu Śląskiego w Katowicach, natomiast habilitację uzyskał w 2020 roku w oparciu o pracę Strategie dostosowawcze bezrobotnych w okresie zmiany systemowej w Polsce. Studium nad zbiorowością bezrobotnych Szczecinka 1993–2016, obronioną na Wydziale Nauk Historycznych i Społecznych Uniwersytetu Kardynała Stefana Wyszyńskiego w Warszawie. Pracuje w Akademii Nauk Stosowanych TWP w Szczecinie na stanowisku profesora ANS TWP. W latach 2014-2024 rektor tejże uczelni. Od 2023 członek Zespołu doradczego do spraw rozwoju systemu oświaty oraz systemu szkolnictwa wyższego i nauki przy Ministerstwie Edukacji i Nauki. W latach 2016-2019 Ekspert Polskiej Komisji Akredytacyjnej.   
6 marca 2024 został powołany na stanowisko Pełnomocnika Ministra Nauki do spraw jakości kształcenia na studiach. 11 czerwca tegoż roku został odwołany, w związku ze śledztwem w sprawie wręczania i przyjmowania korzyści majątkowych przez dyrektora biura PKA.
Jego zainteresowania naukowe koncentrują się wokół następujących zagadnień: bezrobocie i jego implikacje społeczno-kulturowe, transformacja rynku pracy, zbiorowe i indywidualne konteksty zmiany systemowej w Polsce, polityka społeczna, zagadnienie podmiotowości jednostki wobec zmieniających się uwarunkowań systemowych, problematyka zróżnicowań regionalnych procesów przeobrażeń struktur społecznych. Kierował kilkudziesięcioma projektami badawczymi o zasięgu krajowym i międzynarodowym.  

## Wybrane publikacje
- Analiza, diagnoza i prognoza rozwoju społeczno-ekonomicznego Polski po sierpniu 1980 roku, 2000 (wspólnie z J. Holzer, J. Hozer) ISBN 83-913388-0-0
- Bezrobocie i zatrudnienie w małym mieście, 2002 r. ISBN 83-7241-211-1
- Prognoza popytu i podaży na rynku mieszkaniowym w świetle zaspokojenia potrzeb mieszkaniowych ludności, 2006 (wspólnie z I. Foryś, M. Gazińska, A. Gdakowicz) ISBN 83-60065-80-2
- Problemy kształtowania się społeczeństwa obywatelskiego. Czy demokracja potrzebuje public relations?, 2007 (red.) ISBN 978-83-87561-24-6
- Elity polityczne III RP i ich elektoraty, 2008 ISBN 83-916908-3-0
- Pamięć stanu wojennego. Strażnicy i więźniowie niepamięci, 2010 (wspólnie z A. Urbanik) ISBN 978-83-87561-34-5
- Kryzys definiensu regionalizmu? 2014 (współredakcja) ISBN 978-83-63047-51-1
- Strategie dostosowawcze bezrobotnych w okresie zmiany systemowej w Polsce. Studia nad zbiorowością bezrobotnych Szczecinka 1993-2016, 2019 ISBN 978-83-8756-149-9
- Wstępne intuicje poznawcze do zagadnienia aksjonormatywnej replikacji pokoleniowej, 2022 ISBN 978-83-87561-51-2